# Viable non cultivable

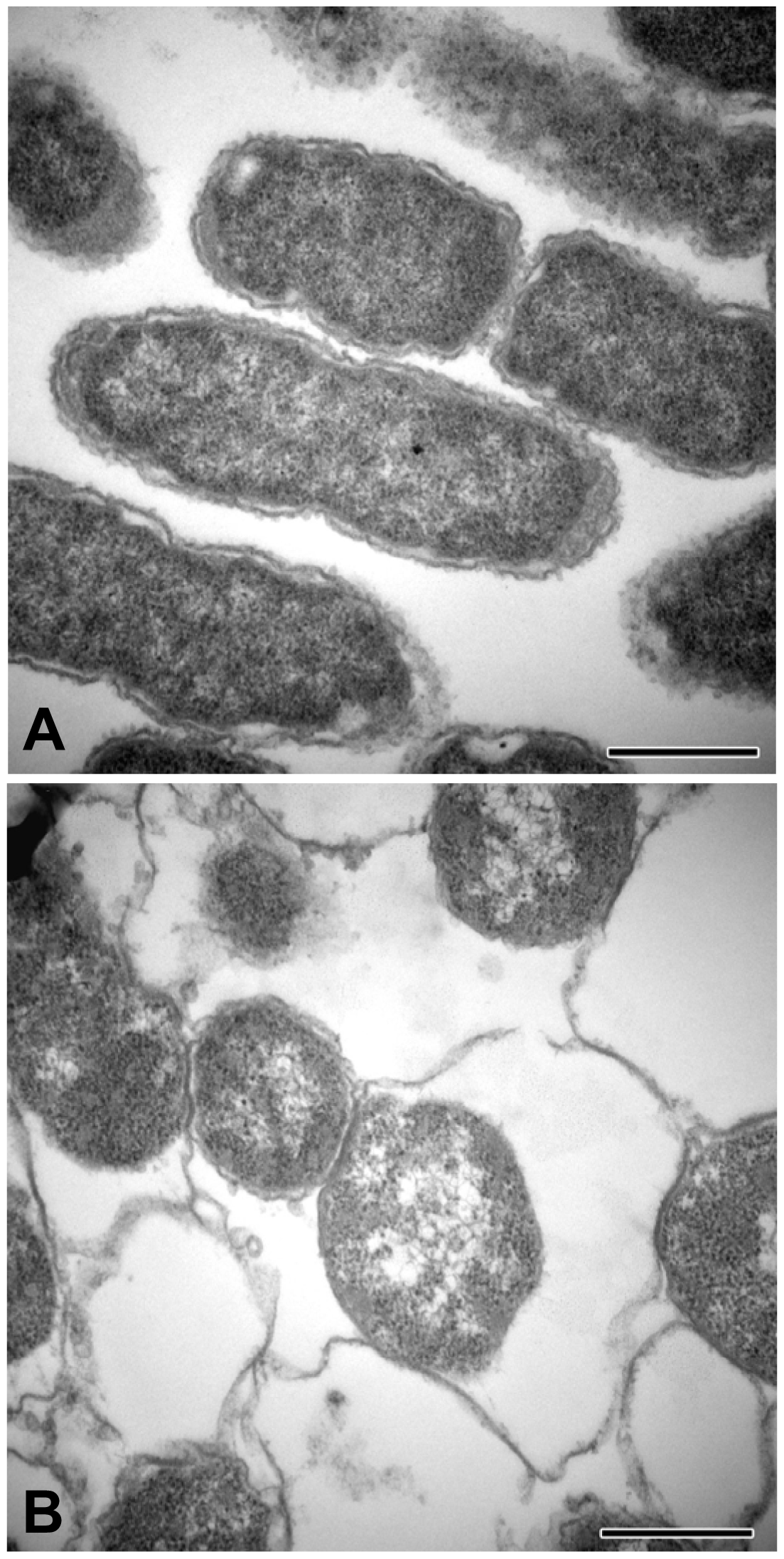
Coupe transversale au microscope électronique à transmission de Yersinia pestis en croissance active (Groupe A) et non cultivables (Groupe B). Échelle à 0,5 micron.

L'état Viable Non Cultivable (VNC) désigne des bactéries viables mais non cultivables c'est-à-dire des bactéries qui sont dans un état de très faible activité métabolique et ne se divisent pas, mais qui sont vivantes et ont la capacité de devenir cultivables une fois mises dans un milieu plus propice,.
Les bactéries en état VNC ne peuvent pas croître sur des milieux de croissance standards. Il est possible de mesurer par cytométrie en flux leur viabilité. Les bactéries peuvent entrer dans un état dit VNC en réponse à un stress, en raison d'éléments nutritifs défavorables, de la température, d'osmose, de l'oxygène, ou des conditions de lumière. Les cellules qui sont dans l'état VNC sont morphologiquement plus petites, et démontrent une réduction du transport des éléments nutritifs, du taux de respiration, et de synthèse de macromolécules. Les bactéries VNC peuvent rester dans cet état pendant plus d'un an. Il a été montré que de nombreux agents pathogènes et non pathogènes peuvent entrer dans l'état VNC. Cet état a donc des implications importantes dans la pathogenèse, la bioremédiation et d'autres branches de la microbiologie.

## Histoire et controverse
Découvert en 1982 lors d'une collaboration sino-américaine par l'équipe de Rita Colwell, l'existence de l'état a longtemps été controversé. La validité et l'interprétation des résultats de mesure du métabolisme utilisé pour déterminer l'état VNC ont historiquement été mises en doute. Il est aujourd'hui reconnu dans la communauté scientifique du fait de son observation dans de nombreux microorganismes, du gain en précision dans la capacité à discriminer l'état, bien que les connaissances sur les mécanismes impliqués dans l'entrée des bactéries dans l'état VNC restent limitées,. Le nom anglais de Viable But Non Culturable (VBNC) a été donné en 1985 par une étude de l'équipe de Rita Colwell, portant sur Vibrio cholerae, chez qui l'état a été découvert 3 ans plus tôt. La première publication d'une étude portant sur la compréhension de la modification génétique chez les bactéries, permettant le déclenchement de l'état VNC date de 1994. Progressivement d'autres études ont montré l'existence de cet état chez de nombreux genres bactériens.

## Espèces connues
Espèces connues capables d'entrer dans un état VBNC:
- Aeromonas hydrophila
- Aeromonas salmonicida
- Agrobacterium tumefaciens
- Burkholderia cepacia
- Burkholderia pseudomallei
- Campylobacter coli
- Campylobacter jejuni
- Campylobacter lari
- Cytophaga allerginae
- Enterobacter aerogenes
- Enterobacter cloacae
- Enterococcus faecalis
- Enterococcus hirae
- Enterococcus faecium
- Erwinia amylovora
- Escherichia coli (EHEC incluse)
- Francisella tularensis
- Helicobacter pylori
- Klebsiella aerogenes
- Klebsiella pneumoniae
- Legionella pneumophila
- Legionella lytica
- Listeria monocytogenes
- Mycobacterium tuberculosis
- Mycobacterium smegmatis
- Pasteurella piscicida
- Pseudomonas aeruginosa
- Pseudomonas syringae
- Raoultella planticola
- Ralstonia solanacearum
- Rhizobium leguminosarum
- Rhizobium meliloti
- Salmonella enterica
- Salmonella typhi
- Salmonella typhimurium
- Serratia marcescens
- Shigella dysenteriae
- Shigella flexneri
- Shigella sonnei
- Streptococcus faecalis
- Vibrio alginolyticus
- Vibrio anguillarum
- Vibrio campbellii
- Vibrio cholerae
- Vibrio harveyi
- Vibrio mimicus
- Vibrio parahaemolyticus
- Vibrio shiloi
- Vibrio vulnificus (types 1 et 2)
- Xanthomonas campestris
- Xanthomonas axonopodis pv. citri
- Yersinia pestis